# Martin Kree
Martin Kree (Wickede, Alemania Federal, 27 de enero de 1965) es un exfutbolista alemán que jugaba como defensa. Desde 2016, se desempeña como vicepresidente del Consejo de Supervisión del VfL Bochum.

## Selección nacional
Fue internacional con la selección sub-21 de Alemania Federal en 5 ocasiones.

## Clubes
| Club              | País             | Año       |
| ----------------- | ---------------- | --------- |
| VfL Bochum II     | Alemania Federal | 1983-1984 |
| VfL Bochum        | Alemania Federal | 1983-1989 |
| Bayer Leverkusen  | Alemania         | 1989-1994 |
| Borussia Dortmund | Alemania         | 1994-1998 |

## Palmarés

### Campeonatos nacionales
| Título                | Club              | País     | Año  |
| --------------------- | ----------------- | -------- | ---- |
| Copa de Alemania      | Bayer Leverkusen  | Alemania | 1993 |
| Bundesliga            | Borussia Dortmund | Alemania | 1995 |
| Supercopa de Alemania | Borussia Dortmund | Alemania | 1995 |
| Bundesliga            | Borussia Dortmund | Alemania | 1996 |
| Supercopa de Alemania | Borussia Dortmund | Alemania | 1996 |

### Copas internacionales
| Título                       | Club              | Sede              | Año  |
| ---------------------------- | ----------------- | ----------------- | ---- |
| Liga de Campeones de la UEFA | Borussia Dortmund | Múnich (Alemania) | 1997 |
| Copa Intercontinental        | Borussia Dortmund | Tokio (Japón)     | 1997 |